# José María Bermúdez de Castro
José María Bermúdez de Castro y Risueño (Madrid, 18 de junio de 1952) es un paleoantropólogo español. Cursó el bachiller en el Instituto Nacional de Enseñanza Media Ramiro de Maeztu de Madrid. Es licenciado (1977) y doctor (1985) en Ciencias Biológicas por la Universidad Complutense de Madrid.

## Actividad académica
Codirector de las excavaciones de los yacimientos pleistocenos de la sierra de Atapuerca, junto con Juan Luis Arsuaga y Eudald Carbonell. También interviene en el yacimiento de Pinilla del Valle (Madrid) y ha participado en las excavaciones de los yacimientos musterienses de Valdegoba (Burgos) y Abric Romaní (Barcelona).
Es, junto con los demás codirectores de Atapuerca Premio Príncipe Asturias de Investigación Científica y Técnica (1997). Premio de Ciencias Sociales y Humanidades de la Comunidad de Castilla y León (1998). Profesor Titular de la Universidad Complutense, Investigador del CSIC. Profesor de Investigación en el Departamento de Paleobiología del Museo Nacional de Ciencias Naturales, del Consejo Superior de Investigaciones Científicas (CSIC), miembro del Comité Científico de la Revista Española de Antropología Biológica (desde 1995) y miembro del Comité Científico de la Revista Española de Paleontología (desde 1991). Vicepresidente y patrono de la Fundación Atapuerca. Miembro del Comité Evaluador de la revista Journal of Human Evolution (SCI), miembro del Consejo Asesor de la Fundación Duques de Soria y miembro del Consejo Permanente de la Asociación Internacional Para el Estudio de la Paleontología Humana de la UNESCO: "Conseil International de la Philosophie et des Sciences Humaines, Union Internationales des Sciences Préhistoriques et Protohistoriques"(2000). Académico Correspondiente de la Real Academia de Medicina y Cirugía de Galicia (2002).
Fue el primer director del Centro Nacional de Investigación sobre la Evolución Humana, desde marzo de 2010 hasta diciembre de 2012, cargo que dejó para ocuparse de la coordinación del Programa de Paleobiología de Homínidos en el mismo centro.
El 30 de abril de 2010 fue nombrado doctor honoris causa por la Universidad de Burgos.
El 16 de diciembre de 2021 fue elegido por el Pleno de la Real Academia Española (RAE) para ocupar la silla K, vacante desde el fallecimiento del arabista Federico Corriente Córdoba el 16 de junio de 2020, silla de la que tomó posesión el 9 de octubre de 2022.

## Publicaciones

### Libros de divulgación
- Bermúdez de Castro J. M.; Arsuaga, J. L.; Carbonell, E. y Rodríguez, J. (Eds.) (1999): Atapuerca. Nuestros antecesores. Junta de Castilla y León ISBN 978-84-7846-871-3
- Bermúdez de Castro, J. M. (2002): El chico de la Gran Dolina. En los orígenes de lo humano. Crítica, Col. Drakontos. ISBN 978-84-8432-317-4
- Arsuaga, J. L.; Bermúdez de Castro, J.M.; Carbonell, E. y Trueba, J. (2003): Los Primeros Europeos: Tesoros de la Sierra de Atapuerca. Junta de Castilla y León ISBN 978-84-9718-143-3
- Bermúdez de Castro, J. M.; Márquez Mora, B., Mateos Cachorro, A.; Martinón-Torres, M. y Sarmiento Pérez, S. (2004): Hijos de un tiempo perdido. La búsqueda de nuestros antepasados. Editorial Crítica, Col. Ares y Mares [Ilustraciones de Dionisio Álvarez] ISBN 978-84-8432-545-1 (Premio Prisma al mejor libro de divulgación 2004)
- Bermúdez de Castro, J. M. y Carbonell, E. (2004): Atapuerca, perdidos en la colina. La historia humana y científica del equipo investigador. Ediciones Destino, Col. Imago Mundi, 55 ISBN 978-84-233-3648-7
- Bermúdez de Castro, J. M. (2009): La evolución del talento. Barcelona: Ed. Debate. ISBN 978-84-8306-847-2
- Bermúdez de Castro, J. M. (2012): Exploradores. La historia del yacimiento de Atapuerca. ISBN 978-84-9992-082-5
- Bermúdez de Castro, J. M. (2015): Orígenes: El universo, la vida, los humanos (Drakontos). Crítica. ISBN 9788498928624
- Bermúdez de Castro, J. M. (2021): Dioses y mendigos: La gran odisea de la evolución humana. Crítica. ISBN 9788491992783
- Bermúdez de Castro, J.M. i Carbonell, E. (2023). Homo antecessor: El nacimiento de una especie (Drakontos). Crítica. ISBN 978-8491995791

### Artículos científicos
(Selección en orden cronológico de publicación)
- López de Ipiña, S. y Bermúdez de Castro, J. M. (1987): «Análisis de la variabilidad dental en las poblaciones prehistóricas de Canarias». Zainak, 4: 133-168
- Rosas, A., Aguirre, E. y Bermúdez de Castro, J. M. (1991). «Mandibules et dents d'Ibeas (Espagne) dans le contexte de l'évolution humaine en Europe». L’Anthropologie, 95: 89–102
- Bermúdez de Castro, J. M. (1993): «Tafonomía y paleobiología de homínidos. En: El Cuaternario en España y Portugal, Vol. 2». Instituto Geológico y Minero de España: 965-974
- Carbonell, E.; Bermúdez de Castro, J. M.; Arsuaga, J. L.; Díez, J. C.; Rosas, A.; Cuenca-Bescós, G.; Sala, R.; Mosquera, M. y Rodríguez, X. P. (1995): «Lower Pleistocene hominids and artifacts from Atapuerca-TD6 (Spain)». Science, 269(5225): 826-830
- Bermúdez de Castro, J. M. (1995): «Determinantes de la variabilidad de los dientes en homínidos». Coloquios de Paleontología, 47: 117-132
- Fernández-Jalvo, Y.; Díez, J. C.; Bermúdez de Castro, J. M.; Carbonell, E. y Arsuaga, J. L. (1996): «Evidence of early cannibalism». Science, 271(5247): 277-278
- Arsuaga, J. L.; Carretero, J. M.; Lorenzo, C.; Gracia, A.; Martínez, I.; Bermúdez de Castro, J. M. y Carbonell, E. (1997): «Size variation in Middle Pleistocene humans». Science, 277(5329): 1086-1088
- Bermúdez de Castro, J. M.; Arsuaga, J. L.; Carbonell, E.; Rosas, A.; Martínez, I. y Mosquera, M. (1997): «A hominid from the lower Pleistocene of Atapuerca, Spain: possible ancestor to Neandertals and modern humans». Science, 276(5317): 1392-1395
- VV.AA. (1997) Special issue Sima de los Huesos. J. Hum. Evol., 33(2-3): 105-421
- Arsuaga, J. L.; Lorenzo, C.; Carretero, J. M.; Gracia, A.; Martínez, I.; García, N.; Bermúdez de Castro, J. M. y Carbonell E. (1999): «A complete human pelvis from the Middle Pleistocene of Spain». Nature, 399(6733): 255-258.
- VV.AA. (1999) Special issue Gran Dolina. J. Hum. Evol., 37(3-4): 309-700
- Carbonell, E.; Arsuaga, J. L. y Bermúdez de Castro, J. M. (Coords.) (2001) Atapuerca. L´Anthropologie, vol. spec
- Lozano, M.; Muela, A.; Martinón-Torres, M.; Sarmiento, S. y Bermúdez de Castro, J. M. (2004): «Paleodemografía del yacimiento del Pleistoceno Medio de la Sima de los Huesos (Sierra de Atapuerca, Burgos)». Zona arqueológica, 4(3): 10-23
- Carbonell, E.; Bermúdez de Castro, J. M.; Arsuaga, J. L.; Allue, E.; Bastir, M.; Benito, A.; Cáceres, I.; Canals, T.; Díez, J. C.; van der Made, J.; Mosquera, M.; Ollé, A.; Pérez-González, A.; Rodríguez, J.; Rodríguez, X. P.; Rosas, A.; Rosell, J.; Sala, R.; Vallverdú, J. y Vergés, J. M. (2005): «An Early Pleistocene hominin mandible from Atapuerca-TD6, Spain». Proc. Natl. Acad. Sci. USA, 102(16): 5674-5678
- Bermúdez de Castro, J. M.; Martinón Torres, M.; Gómez Robles, A.; Prado-Simón, L.; Martín Francés, L.; Lapresa, M.; Olejniczak, A. y Carbonell, E. (2011) «Early Pleistocene human mandible from Sima del Elefante (TE) cave site in Sierra de Atapuerca (Spain): A comparative morphological study». Journal of Human Evolution, 61(1): 12-25

### Artículos de divulgación
- Arsuaga, J.L.; Bermúdez de Castro, J. M. y Carbonell, E. (1994): «La Sierra de Atapuerca. Los homínidos y sus actividades». Revista de Arqueología, 159
- Díez, J. C.; Nicolás, M. E.; Pérez, A.; Mosquera, M.; Sánchez, A.; Rodríguez, J. y Bermúdez de Castro, J. M. (1995): «El nicho ecológico de los homínidos del Pleistoceno Medio de Atapuerca». Complutum, 6: 9-56
- Arsuaga, J. L.; Carbonell, E. y Bermúdez de Castro, J. M. (1995): «Los fósiles humanos del nivel TD6 de Gran Dolina (Sierra de Atapuerca, Burgos) y el origen de los neadertales y de las poblaciones modernas». Numantia, 7: 9-20
- Arsuaga, J. L.; Martínez, I.; Bermúdez de Castro, J. M.; Rosas, A.; Carbonell, E. y Mosquera, M. (1997): «Homo antecessor, una especie del Pleistoceno inferior de Atapuerca». Mundo Científico, 181: 649
- Bermúdez de Castro, J. M. (1998): «Paleodemografía y biología de los homínidos del Pleistoceno Medio de Europa: el caso de la Sima de los Huesos de Atapuerca». Arbor, 635-636: 215-234
- Carbonell, E.; Arsuaga, J. L.; Bermúdez de Castro, J. M.; Cáceres, I.; Díez, J. C.; Fernández-Jalbo, Y.; Mosquera, M.; Rodríguez, J. P.; Rosell, J.; Sala, R. y Vallverdú, J. (1998): «Homo antecessor y su medio natural». Mundo Científico, 192: 42-49
- Arsuaga, J. L.; Rodríguez, X. P.; Mosquera, M.; Allué, E.; Díez, C.; Canals, A.; Cáceres, I.; Carbonell, E.; Ollé, A. y Bermúdez de Castro, J. M. (1998): «La revolución de Atapuerca». Revista de arqueología, 210: 16-27
- Sarmiento, S.; Cunha, E. y Bermúdez de Castro, J. M. (2000): «Dimorfismo sexual en dientes humanos». Mundo científico, 214: 17-21
- Arsuaga, J. L. y Bermúdez de Castro, J. M. (2000): «1997-2001: el estatus del Homo antecessor». Zephyrus, 53-54: 5-14
- Martinón-Torres, M.; Sarmiento, S.; Gómez, A.; Carbonell, E.; Lozano, M. y Bermúdez de Castro, J. M. (2005): «Origen y filogenia de los primeros homínidos de Europa». Munibe, 57(3): 279-287
- Bermúdez de Castro, J. M. (2008): «Claves de la evolución humana en el Pleistoceno». Investigación y Ciencia, 376: 80-88

| Predecesor: Federico Corriente | Académico de la Real Academia Española Sillón K 2021 – | Sucesor: - |